# Abdul Thompson Conteh
Abdul Thompson Conteh (ur. 7 lutego 1970 we Freetown) – sierraleoński piłkarz grający na pozycji napastnika. W swojej karierze rozegrał 2 mecze w reprezentacji Sierra Leone.

## Kariera klubowa
Swoją karierę piłkarską Conteh rozpoczął w Stanach Zjednoczonych, gdzie w latach 1991-1992 grał w klubie UDC Firebirds. W sezonie 1993/1994 występował w gujańskim klubie Georgetown Cobras. W 1995 roku wyjechał do Meksyku. W sezonie 1995/1996 był zawodnikiem Deportivo Toluca FC, a w sezonie 1996/1997 - CF Monterrey. W obu tych klubach nie rozegrał żadnego meczu.
W 1998 roku Conteh przeszedł do CF Monterrey. Swój debiut w nim zaliczył 23 września 1998 w zremisowanym 2:2 meczu z Club Necaxa. W Monterrey grał przez rok. W sezonie 1999/2000 występował w gwatemalskim Comunicaciones FC.
W 2000 roku Conteh został piłkarzem San Jose Earthquakes, grającego w Major League Soccer. Zadebiutował w nim 25 marca 2000 w wygranym 2:1 domowym meczu z Columbus Crew. W San Jose Earthquakes grał przez rok.
W 2001 roku Conteh został zawodnikiem innego klubu Major League Soccer, D.C. United. Swój debiut w nim zaliczył 7 kwietnia 2001 w zwycięskim 3:2 domowym spotkaniu z Kansas City Wizards. W połowie 2002 roku odszedł do Pittsburgh Riverhounds. Na koniec roku zakończył w nim swoją karierę.

## Kariera reprezentacyjna
W reprezentacji Sierra Leone Conteh zadebiutował 27 marca 1994 w przegranym 0:4 meczu grupowym Pucharu Narodów Afryki 1994 z Wybrzeżem Kości Słoniowej, rozegranym w Susie. Na tym turnieju nie wystąpił w żadnym innym spotkaniu. W kadrze narodowej rozegrał 2 mecze, oba w 1994.